# بني لنت
بني لنت جماعة قروية وقرية مغربية شمال المملكة، تنتمي إلى إقليم تازة شرقي مدينة فاس، تضم بلدة بني لنت 13.678 نسمة (إحصاء 2004).

## دواوير الجماعة
توجد عدة أحياء على شكل دواوير ببني لنت أهمها؛ بني مقورة، ولاد عبد الله موسى. بني عبد الله. الخندق، باب حرشة، امقارشة.....